# Octobre 1925

## Événements
- Grande révolte syrienne : dans la région de Hama, une insurrection est lancée par un officier des forces spéciales françaises, Fawzi al-Qawuqji et prend le contrôle de l’arrière-pays. La rébellion gagne la Ghouta, une oasis à l’est de Damas, d’où les nationalistes lancent des raids sur la ville et propagent l’insurrection.
- 5 - 16 octobre : conférence de Locarno qui réunit Briand, Stresemann, Chamberlain, Vandervelde et Mussolini.
- 12 octobre, Allemagne : traité de commerce avec l’Union soviétique.
- 14 octobre : séparation des Kirghiz et des Kazakhs : création de l’oblast (région) autonome des Kirghiz et de la République socialiste soviétique autonome kazakhe.
- 16 octobre : 
  - Pacte de Locarno : l'Allemagne, la France, la Belgique, la Grande-Bretagne et l'Italie garantissent les frontières occidentales de l’Allemagne, de la Belgique et de la France.
  - La Tchécoslovaquie signe un traité d’assistance militaire avec la France[1].
- 18 octobre : annulation des résultats de la « Coupe Beaumont ». Le règlement prévoit que le prix est alors attribué au vainqueur de l'année précédente : Sadi-Lecointe. Ce pilote restait le seul en lice dans l'édition 1925 après l'abandon de Ferigoule, mais son passage à 312 km/h fut mal noté et ce résultat n'est pas homologué.
- 19 octobre : incident de Pétritch à la frontière gréco-bulgare.
- 24 octobre, France : essais de vaccinations antitétaniques (fin en 1927).
- 27 octobre, France : démission du président du Conseil Painlevé.
- 28 octobre : découverte par Howard Carter du masque funéraire de Toutânkhamon.
- 29 octobre :
  - Canada : élections législatives. Les conservateurs obtiennent 116 sièges, mais c’est William Lyon Mackenzie King (libéral) qui est élu grâce au soutien des progressistes qui, à eux deux, font élire 123 députés. À l’ouverture de la première session parlementaire, alors qu’éclate le scandale du ministère des douanes, King se rend à l’évidence que le soutien des progressistes ne lui est plus assuré. Aux prises avec une motion de censure (qu’il estime gagnante), King demande au gouverneur général de dissoudre la chambre, mais ce dernier refuse. King remet sa démission, Arthur Meighen lui succède le 29 juin 1926.
  - France : Painlevé président du Conseil.
- 31 octobre (Perse) : Ahmad Shah, dernier des Kadjars est officiellement déposé.

## Naissances
- 1er octobre : José Beyaert, coureur cycliste français († 11 juin 2005).
- 3 octobre : 
  - Gore Vidal, écrivain américain († 31 juillet 2012).
  - Simone Segouin, résistante française († 21 février 2023).
- 5 octobre :
  - Roberto Juarroz, poète argentin († 31 mars 1995).
  - Youenn Gwernig, poète franco-américain de culture bretonne († 29 août 2006).
  - Emiliano Aguirre, paléontologue et anthropologue espagnol († 11 octobre 2021).
- 6 octobre : Bud Olson, Ministre de l'agriculteur du Canada et lieutenant-gouverneur de l'Alberta.
- 8 octobre : Paul Van Hoeydonck, sculpteur belge († 3 mai 2025).
- 13 octobre :
  - Robert Massin, graphiste († 8 février 2020).
  - Carlos Robles Piquer, homme politique espagnol, député au Parlement européen de 1984 à 1999 († 9 février 2018).
  - Margaret Thatcher, femme politique, ancien premier ministre britannique († 8 avril 2013).
- 16 octobre : 
  - Angela Lansbury, actrice britannique naturalisée américaine († 11 octobre 2022).
  - Daniel J. Evans, politicien américain († 20 septembre 2024).
- 19 octobre : Raymond Impanis, coureur cycliste belge († 31 décembre 2010).
- 20 octobre : Roger Hanin, acteur français († 11 février 2015).
- 21 octobre : Louis Robichaud, premier ministre du Nouveau-Brunswick († 6 janvier 2005).
- 22 octobre : Éva Fahidi, écrivaine hongroise († 11 septembre 2023).
- 23 octobre : José Freire Falcao, cardinal brésilien, archevêque émérite de Brasilia († 26 septembre 2021).
- 24 octobre : Luciano Berio, compositeur italien († 27 mai 2003).
- 29 octobre : Zoot Sims, saxophoniste de jazz américain († 23 mars 1985).

- 30 octobre :
  - Charles Duits, écrivain, peintre et poète français († 30 avril 1991).
  - Audrey Eagle, illustratrice botanique néo-zélandaise († 27 novembre 2022)
  - Gus Savage, homme politique américain († 31 octobre 2015).

## Décès
- 4 octobre : « Nacional II » (Juan Anlló y Orío), matador espagnol (° 11 janvier 1898).
- 31 octobre : Max Linder, acteur et réalisateur français.